# Die Festspiele der Reality Stars – Wer ist die hellste Kerze?
Die Festspiele der Reality Stars – Wer ist die hellste Kerze? ist eine deutsche Spielshow, in der verschiedene Reality-Stars gegeneinander antreten, um den Titel „Hellste Kerze auf der Torte“ zu gewinnen.
In der ersten Staffel gab es zwei Folgen. Der Sieger der ersten Folge trat in der zweiten Folge gegen den Sieger der zweiten Folge im Finalspiel an. Die zweite Staffel besteht aus drei Folgen. Die Sieger der ersten beiden Folgen treten also in der dritten Folge im Finalspiel gegen den Sieger der dritten Folge an.

## Konzept
Pro Folge treten zehn Reality-Stars in neun verschiedenen Spielrunden gegeneinander an. In den Spielen geht es um Geschicklichkeit, Allgemeinwissen, Selbstironie und Schlagfertigkeit. Nach jedem Spiel scheidet ein Kandidat aus und wird mit einem Tortenwurf ins Gesicht verabschiedet.
Am Ende der zweiten Show kämpften die Sieger der beiden Sendungen gegeneinander im Finalspiel um den Titel „Hellste Kerze auf der Torte“.

## Besetzung
| Staffel | Moderation     | Moderation   | Tortenwerfer   |
| ------- | -------------- | ------------ | -------------- |
| 1       | Jochen Schropp | Olivia Jones | Thorsten Legat |
| 2       | Jochen Schropp | Olivia Jones | Mario Basler   |

## Staffel 1
| Platz | Reality-Star                | Bekannt als | Ausgeschieden in |
| ----- | --------------------------- | --- | ---------------- |
| 1.    | Jürgen Milski               | Teilnehmer bei Big Brother (2000), Ich bin ein Star – Holt mich hier raus! (2016), Kampf der Realitystars (2020), Sänger                     | Finale           |
| 2.    | Theresia Fischer            | Teilnehmerin bei Germany’s Next Topmodel (2019), Promi Big Brother (2019), Model                                                             | Runde 9          |
| 3.    | Paul Janke                  | Protagonist bei Der Bachelor (2012), Teilnehmer bei Promi Big Brother (2014), Bachelor in Paradise (2018, 2019)                              | Runde 8          |
| 4.    | Claudia Obert               | Unternehmerin, Society-Lady, Teilnehmerin bei Promi Big Brother (2017), Promis unter Palmen (2020)                                           | Runde 7          |
| 5.    | Ginger Costello-Wollersheim | Ehefrau von Bert Wollersheim, Teilnehmerin bei Promi Big Brother (2019), Mitwirkende bei Promi Big Brother (2020), Partysängerin             | Runde 6          |
| 6.    | Tobias Wegener              | Teilnehmer bei Love Island (2018), Promi Big Brother (2019), Promis unter Palmen (2020)                                                      | Runde 5          |
| 7.    | Julian F. M. Stoeckel       | It-Boy, Teilnehmer bei Ich bin ein Star – Holt mich hier raus! (2014), Designer, Laiendarsteller                                             | Runde 4          |
| 8.    | Yasin Cilingir              | Teilnehmer bei Love Island (2019), Like Me – I’m Famous (2020)                                                                               | Runde 3          |
| 9.    | Matthias Mangiapane         | Teilnehmer bei Hot oder Schrott, Das Sommerhaus der Stars (2017), Ich bin ein Star – Holt mich hier raus! (2018), Promis unter Palmen (2020) | Runde 2          |
| 10.   | Gina-Lisa Lohfink           | Teilnehmerin bei Germany’s Next Topmodel (2009), Ich bin ein Star – Holt mich hier raus! (2017), Adam sucht Eva (2018), Model, Sängerin      | Runde 1          |

| Platz | Reality-Star       | Bekannt als | Ausgeschieden in |
| ----- | ------------------ | --- | ---------------- |
| 1.    | Chris Töpperwien   | Unternehmer, Gastronom, Teilnehmer bei Goodbye Deutschland, Das Sommerhaus der Stars (2016), Ich bin ein Star – Holt mich hier raus! (2019)                        |                  |
| 2.    | Janine Pink        | Laiendarstellerin bei Köln 50667 und Leben.Lieben.Leipzig, Siegerin von Promi Big Brother (2019), Teilnehmerin bei Promis unter Palmen (2020)                      | Runde 9          |
| 3.    | Jenny Elvers       | Schauspielerin, Teilnehmerin bei Ich bin ein Star – Holt mich hier raus! (2016), Siegerin von Promi Big Brother (2013)                                             | Runde 8          |
| 4.    | Marcellino Kremers | Sieger von Love Island (2018), Teilnehmer bei Kampf der Realitystars (2020)                                                                                        | Runde 7          |
| 5.    | Joey Heindle       | Teilnehmer bei Deutschland sucht den Superstar (2012), Promi Big Brother (2019), Sieger von Ich bin ein Star – Holt mich hier raus! (2013), Sänger                 | Runde 6          |
| 6.    | Melanie Müller     | Partysängerin, Teilnehmerin bei Der Bachelor (2013) und Like Me - I´m Famous (2020), Siegerin von Ich bin ein Star – Holt mich hier raus! (2014)                   | Runde 5          |
| 7.    | Micaela Schäfer    | Nacktmodel, DJane, Teilnehmerin bei Germany’s Next Topmodel (2006), Ich bin ein Star – Holt mich hier raus! (2012) und Das Sommerhaus der Stars (2018)             | Runde 4          |
| 8.    | Filip Pavlović     | Teilnehmer bei Die Bachelorette (2018), Bachelor in Paradise (2019), Like Me – I’m Famous (2020)                                                                   | Runde 3          |
| 9.    | Ennesto Monté      | Sänger, Ex-Freund von Helena Fürst, Teilnehmer bei Das Sommerhaus der Stars (2017), Promis unter Palmen (2020)                                                     | Runde 2          |
| 10.   | Helena Fürst       | Doku-Soap Darstellerin, TV-Anwältin, Teilnehmerin bei Ich bin ein Star – Holt mich hier raus! (2016), Das Sommerhaus der Stars (2017), Like Me – I’m Famous (2020) | Runde 1          |

| Platz | Reality-Star     | Qualifiziert in … |
| ----- | ---------------- | ----------------- |
| 1.    | Chris Töpperwien | Folge 2           |
| 2.    | Jürgen Milski    | Folge 1           |

| Spiele der 1. Folge    | Sieger                                                   | Verlierer | Spiele der 2. Folge            | Sieger                                                             | Verlierer  |
| ---------------------- | -------------------------------------------------------- | --------- | ------------------------------ | ------------------------------------------------------------------ | ---------- |
| Likes sammeln          | Julian                                                   | Gina-Lisa | Schlimme Mucke machen          | Melanie                                                            | Helena     |
| Die besten Vorbilder   | Claudia                                                  | Matthias  | Kurze Rede, kurzer Sinn        | Chris, Filip, Janine, Jenny, Joey, Marcellino, Melanie und Micaela | Ennesto    |
| Grundschulwissen       | Claudia, Ginger, Julian, Jürgen, Paul, Theresia und Tobi | Yasin     | Likes sammeln                  | Jenny                                                              | Filip      |
| Gegner einschätzen     | Tobi                                                     | Julian    | Gegner einschätzen             | Marcellino                                                         | Micaela    |
| Mit den Hupen spielen  | Theresia                                                 | Tobi      | Zielsicher sein                | Chris und Janine                                                   | Melanie    |
| Die Message verstehen  | Claudia                                                  | Ginger    | Die Mutter aller Reality-Shows | Chris                                                              | Joey       |
| Abräumen auf der Wiesn | Paul                                                     | Claudia   | Say it in Dschörman            | Chris                                                              | Marcellino |
| Die richtigen Kontakte | Theresia                                                 | Paul      | Eine Nasenlänge vorn sein      | Janine                                                             | Jenny      |
| Den Gegner raus kegeln | Jürgen                                                   | Theresia  | Ein bisschen Allgemeinwissen   | Chris                                                              | Janine     |
|                        |                                                          |           | Ohren zu und durch             | Chris                                                              | Jürgen     |

## Staffel 2: Winter-Edition
2021 veröffentlichte Sat.1 eine zweite Staffel mit drei Folgen, moderiert von Jochen Schropp und Olivia Jones. Die ausgeschiedenen Kandidaten wurden von Mario Basler mit einer Torte beworfen.
| Platz | Reality-Star  | Bekannt als | Ausgeschieden in |
| ----- | ------------- | --- | ---------------- |
| 1.    | Aaron Königs  | Teilnehmer bei Prince Charming (2019), The Mole (2020), Promi Big Brother (2020)                                                                                           | Finale           |
| 2.    | Ikke Hüftgold | Partysänger, Teilnehmer bei Promi Big Brother (2020) | Runde 9          |
| 3.    | Janine Pink   | Laiendarstellerin bei Köln 50667 und Leben.Lieben.Leipzig, Siegerin von Promi Big Brother (2019), Teilnehmerin bei Promis unter Palmen (2020), Teilnehmerin der 1. Staffel | Runde 8          |
| 4.    | Emmy Russ     | Laiendarstellerin, Teilnehmerin bei Beauty & The Nerd (2020) und Promi Big Brother (2020)                                                                                  | Runde 7          |
| 5.    | Diana Herold  | Schauspielerin, Teilnehmerin bei Das Sommerhaus der Stars (2020) | Runde 6          |
| 6.    | Giulia Siegel | DJ, Tochter von Ralph Siegel, Teilnehmerin bei Ich bin ein Star – Holt mich hier raus! (2009), Das Sommerhaus der Stars (2017)                                             | Runde 5          |
| 7.    | Eva Benetatou | Teilnehmerin bei Der Bachelor (2019), Promi Big Brother (2019), Das Sommerhaus der Stars (2020)                                                                            | Runde 4          |
| 8.    | Iris Klein    | Mutter von Daniela Katzenberger und Jenny Frankhauser, Teilnehmerin bei Ich bin ein Star – Holt mich hier raus! (2013), Das Sommerhaus der Stars (2020)                    | Runde 3          |
| 9.    | Mischa Mayer  | Teilnehmer bei Love Island (2019), Promi Big Brother (2020) | Runde 2          |
| 10.   | Willi Herren  | Sänger, Schauspieler, Teilnehmer bei Ich bin ein Star – Holt mich hier raus! (2004), Promi Big Brother (2017), Das Sommerhaus der Stars (2019)                             | Runde 1          |

| Platz | Reality-Star            | Bekannt als | Ausgeschieden in |
| ----- | ----------------------- | --- | ---------------- |
| 1.    | Calvin Kleinen          | Teilnehmer bei Temptation Island (2019), Temptation Island V.I.P. (2020)                                                                                      |                  |
| 2.    | Tobias Wegener          | Teilnehmer bei Love Island (2018), Promi Big Brother (2019), Promis unter Palmen (2020), Teilnehmer der 1. Staffel                                            | Runde 9          |
| 3.    | Prinz Marcus von Anhalt | Adoptiv-Prinz, Bordellbesitzer, Teilnehmer bei Promi Big Brother (2016)                                                                                       | Runde 8          |
| 4.    | Georgina Fleur          | It-Girl, Teilnehmerin bei Der Bachelor (2012), Ich bin ein Star – Holt mich hier raus! (2013), Kampf der Realitystars (2020), Das Sommerhaus der Stars (2020) | Runde 7          |
| 5.    | Cathy Lugner            | Ex-Frau von Richard Lugner, Playmate, Teilnehmerin bei Promi Big Brother (2016)                                                                               | Runde 6          |
| 6.    | Marc Terenzi            | Sänger, Ex-Mann von Sarah Connor, Sieger von Ich bin ein Star – Holt mich hier raus! (2017)                                                                   | Runde 5          |
| 7.    | Patricia Blanco         | Tochter von Roberto Blanco, Teilnehmerin bei Ich bin ein Star – Holt mich hier raus! (2015), Das Sommerhaus der Stars (2018)                                  | Runde 4          |
| 8.    | Carina Spack            | Teilnehmerin bei Der Bachelor (2018), Bachelor in Paradise (2018, 2019), Promis unter Palmen (2020)                                                           | Runde 3          |
| 9.    | Bert Wollersheim        | Bordellbesitzer, Teilnehmer bei Das Sommerhaus der Stars (2018)                                                                                               | Runde 2          |
| 10.   | Kader Loth              | Model, Teilnehmerin bei Big Brother (2004), Ich bin ein Star – Holt mich hier raus! (2017), Siegerin von Die Alm (2004)                                       | Runde 1          |

| Platz | Reality-Star                | Bekannt als | Ausgeschieden in |
| ----- | --------------------------- | --- | ---------------- |
| 1.    | Jade Übach                  | Teilnehmerin bei Der Bachelor (2019), Bachelor in Paradise (2019), Big Brother (2020)                                                                         | Finale           |
| 2.    | Alessia-Millane Herren      | Tochter von Willi Herren, Teilnehmerin bei Promi Big Brother (2020)                                                                                           | Runde 9          |
| 3.    | Lou Savage                  | YouTuber, Teilnehmer bei Das Sommerhaus der Stars (2020), Mann von Lisha Savage                                                                               | Runde 8          |
| 4.    | Julian Evangelos            | Teilnehmer bei Love Island (2018), Das Sommerhaus der Stars (2018), Temptation Island V.I.P (2020)                                                            | Runde 7          |
| 5.    | Lisha Savage                | YouTuberin, Teilnehmerin bei Das Sommerhaus der Stars (2020), Frau von Lou Savage                                                                             | Runde 6          |
| 6.    | Marco Cerullo               | Teilnehmer bei Die Bachelorette (2017), Bachelor in Paradise (2019), Ich bin ein Star – Holt mich hier raus! (2020)                                           | Runde 5          |
| 7.    | Micaela Schäfer             | Nacktmodel, DJane, Teilnehmerin bei Germany’s Next Topmodel (2006), Ich bin ein Star – Holt mich hier raus! (2012), Teilnehmerin der 1. Staffel               | Runde 4          |
| 8.    | Claudia Obert               | Unternehmerin, Society-Lady, Teilnehmerin bei Promi Big Brother (2017), Promis unter Palmen (2020), Teilnehmerin der 1. Staffel                               | Runde 3          |
| 9.    | Hubert Fella                | Teilnehmer bei Das Sommerhaus der Stars (2017), Kampf der Realitystars (2020), Mann von Matthias Mangiapane                                                   | Runde 2          |
| 10.   | Ginger Costello-Wollersheim | Ehefrau von Bert Wollersheim, Teilnehmerin bei Promi Big Brother (2019), Mitwirkende bei Promi Big Brother (2020), Partysängerin, Teilnehmerin der 1. Staffel | Runde 1          |

| Platz | Reality-Star   | Qualifiziert in |
| ----- | -------------- | --------------- |
| 1.    | Calvin Kleinen | Folge 2         |
| 2.    | Aaron Königs   | Folge 1         |
| 3.    | Jade Übach     | Folge 3         |

| Spiele der 1. Folge        | Gewinner                              | Verlierer | Spiele der 2. Folge        | Gewinner                                             | Verlierer    | Spiele der 3. Folge         | Gewinner                          | Verlierer |
| -------------------------- | ------------------------------------- | --------- | -------------------------- | ---------------------------------------------------- | ------------ | --------------------------- | --------------------------------- | --------- |
| Nominieren                 | Aaron, Diana, Giulia, Iris und Mischa | Willi     | Einschleimen               | Prinz Marcus, Georgina und Calvin                    | Kader        | Fett im Like-Business       | Julian                            | Ginger    |
| Auf nach Hollywood         | Diana                                 | Mischa    | Elo...Dingsbums sein       | Cathy                                                | Bert         | Textsicher beim Après-Ski   | Julian                            | Hubert    |
| Die Konkurrenz auschecken  | Aaron                                 | Iris      | Sauf dich hoch             | Calvin, Cathy, Georgina, Marc und Prinz Marcus       | Carina       | Benimm dich                 | Lou                               | Claudia   |
| Das perfekte Selfie        | Aaron                                 | Eva       | Beste von Grundschule      | Calvin, Cathy, Georgina, Marc, Prinz Marcus und Tobi | Patricia     | Druck ablassen              | Marco                             | Micaela   |
| Den Ton angeben            | Diana, Emmy, Ikke und Janine          | Giulia    | Mit den Hupen spielen      | Prinz Marcus                                         | Marc         | Bis 3 zählen                | Alessia, Jade, Julian, Lisha, Lou | Marco     |
| Die besten Vorbilder       | Janine                                | Diana     | Fake News erkennen         | Tobi                                                 | Cathy        | Real Sh*t auf Insta         | Lou                               | Lisha     |
| Nicht Rummeiern            | Ikke                                  | Emmy      | Après-Ski Schnell-Checker  | Calvin                                               | Georgina     | Trash-Else oder Luxus-Luder | Jade                              | Julian    |
| Eine dicke Lippe riskieren | Ikke                                  | Janine    | Ei-Catcher auf dem Catwalk | Calvin und Tobi                                      | Prinz Marcus | Scharfe Schnitte            | Jade                              | Lou       |
| Ohren zu und durch         | Aaron                                 | Ikke      | Ohren zu und durch         | Calvin                                               | Tobi         | Ohren zu und durch          | Jade                              | Alessia   |
|                            |                                       |           |                            |                                                      |              | Es hier und hier haben      | Aaron                             | Jade      |
| Alle platt machen          | Calvin                                | Aaron     |                            |                                                      |              |                             |                                   |           |

## Siegertabelle
| Anzahl der Siege     | Promi(s) |
| -------------------- | --- |
| 0 (12 Reality-Stars) | Bert Wollersheim, Carina Spack, Ennesto Monté, Eva Benetatou, Gina-Lisa Lohfink, Helena Fürst, Hubert Fella, Kader Loth, Matthias Mangiapane, Patricia Blanco, Willi Herren und Yasin Cilingir |
| 1 (11 Reality-Stars) | Alessia-Milane Herren, Emmy Russ, Filip Pavlovic, Ginger Costello-Wollersheim, Giulia Siegel, Iris Klein, Joey Heindle, Lisha, Marco Cerullo, Micaela Schäfer und Mischa Mayer                 |
| 2 (7 Reality-Stars)  | Jenny Elvers, Julian F. M. Stoeckel, Jürgen Milski, Marc Terenzi, Marcellino Kremers, Melanie Müller und Paul Janke                                                                            |
| 3 (8 Reality-Stars)  | Cathy Lugner, Claudia Obert, Diana Herold, Georgina Fleur, Julian Evangelos, Ikke Hüftgold, Lou und Theresia Fischer                                                                           |
| 4 (3 Reality-Stars)  | Aaron Königs, Jade Übach und Prinz Marcus von Anhalt |
| 5 (2 Reality-Stars)  | Janine Pink und Tobias Wegener |
| 6 (2 Reality-Stars)  | Calvin Kleinen und Chris Töpperwien |

## Rezeption

### Einschaltquoten
| Folge | Datum              | Zuschauer | Zuschauer       | Marktanteil | Marktanteil     | Quelle |
| Folge | Datum              | Gesamt    | 14 bis 49 Jahre | Gesamt      | 14 bis 49 Jahre | Quelle |
| ----- | ------------------ | --------- | --------------- | ----------- | --------------- | ------ |
| 1     | 4. September 2020  | 1,39 Mio. | 0,63 Mio.       | 5,6 %       | 9,8 %           | [ 1 ]  |
| 2     | 11. September 2020 | 1,59 Mio. | 0,75 Mio.       | 6,1 %       | 10,7 %          | [ 2 ]  |
| 3     | 5. Februar 2021    | 1,06 Mio. | 0,58 Mio.       | 3,3 %       | 6,9 %           | [ 3 ]  |

### Kritik
Bei Quotenmeter.de äußerte sich Daniel Sallhoff positiv über das Format, da es „einen bleibenden Eindruck hinterlassen wird“. Auch Timo Niemeier von DWDL.de findet, dass Sat.1 mit der Show „einen bunten Kindergeburtstag ab(liefert)“ und „über weite Strecken hinweg gut zu unterhalten weiß und bei dem sich die meisten Beteiligten nicht zu ernst nehmen“.